# Fort Barrancas

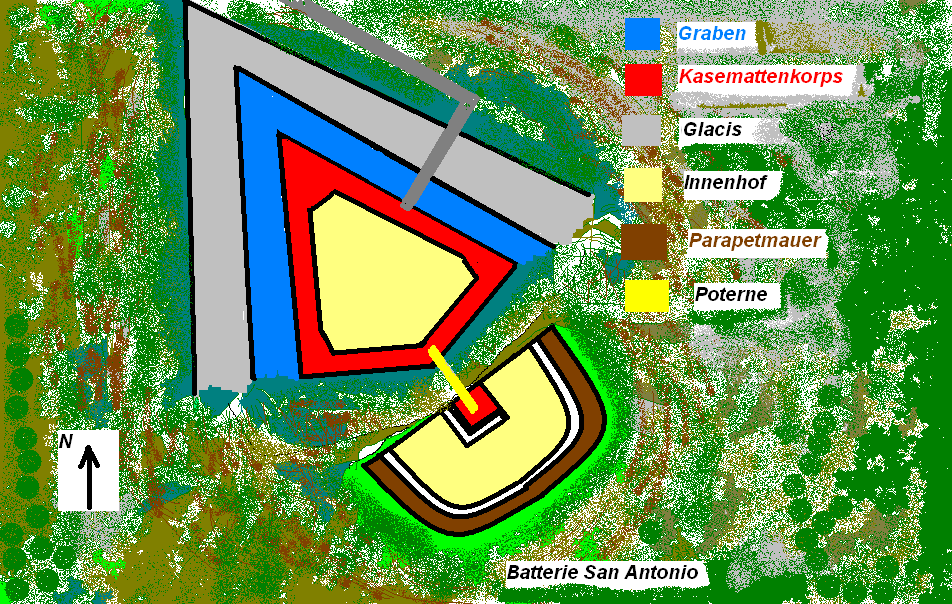
Plan Fort Barrancas mit Anschlussbatterie

Fort Barrancas (wie es erst seit 1839 heißt) war ein Befestigungswerk des US-Heeres und befindet sich innerhalb der Pensacola Naval Air Station im Escambia County in Florida. Es liegt auf einem, zur ehemaligen Gemeinde (Township) Worrington gehörenden Areal. Aufgabe der Anlage war es, zusammen mit den Schwesterforts Fort Pickens und Fort McRee die Einfahrt in die Pensacola Bucht und nach Pensacola zu sperren, sowie die Pensacola-Marinewerft östlich des Forts zu sichern.
An gleicher Stelle befanden sich vor dem ab 1839 errichteten Fort bereits seit dem 17. Jahrhundert Befestigungsanlagen.
Das Fort ist als National Historic Landmark ausgewiesen und wird als Teil der Gulf Island National Seashore vom National Park Service verwaltet.

## Das Bauwerk
Es handelt sich um einen eigentlich nur dreieckigen Kasemattblock der durch einen ausspringenden stumpfen Winkel der Front zu einem Viereck wird und sich auf einem kleinen Hügel befindet. Der Grundriss sieht die Spitze nach hinten, die Vorderseite mit zwei Facen und zwei Flanken. Das Werk ist durch eine Poterne mit der unterhalb und seeseitigen Anschlussbatterie verbunden und an beiden Flanken von einem trockenen Graben umgeben. Er läuft an den einspringenden Winkeln zu den Facen in der Böschung aus. Ein gedeckter Weg führt zu einem nördlich gelegenen, vorgeschobenen Infanteriestützpunkt. Dieser lag in unmittelbarer Nähe eines Ausläufers des Grand Bayou und versperrte so den landseitigen Zugang zur Pensacola Navy Yard.

## Geschichte
An gleicher Stelle befanden sich bereits vorher verschiedenen Befestigungsanlagen deren erstes ein im Jahre 1689 von den Spaniern errichtetes hölzernes Fort mit dem Namen Fort San Carlos de Austria war. Dieses Fort wurde 1719 von französischen Truppen komplett zerstört. 1763 erbauten die Engländer an gleicher Stelle ein Erdwerk mit der Bezeichnung Royal Navy Redoubt welches von den 1787 zurückgekehrten Spaniern vor der Front eine Geschützbatterie aus Mauerwerk mit dem Namen Bateria de San Antonio erhielt. Gleichzeitig wurde das vormalige englische Fort auf dem Hügel dahinter unter dem Namen Fuerte San Carlos de Barrancas ausgebaut und verstärkt (es handelte sich aber immer noch um ein Erdwerk mit Palisaden). Inzwischen wieder unter britischer Herrschaft demolierten die im Jahre 1814 sich vor General Andrew Jackson zurückziehenden Engländer das Bauwerk völlig. Nachdem das Gebiet wiederum unter spanische Herrschaft gekommen war, wurde das Fort 1817 erneut aufgebaut. 1821 kam das Gebiet endgültig unter US-amerikanische Oberhoheit. Allerdings begann man erst im Jahre 1839 mit dem Bau eines massiven Befestigungswerks aus Backsteinen (masonry) im Zuge der Befestigung aller wichtigen amerikanischen Seehäfen. Das obere Fort war durch eine Poterne mit der unteren, bereits 1838 wieder instandgesetzten Anschlussbatterie verbunden. Die Bauarbeiten waren 1844 beendet. Zwischen 1845 und 1869 errichtete man etwa 430 Meter nördlich noch ein vorgeschobenes, gemauertes Infanteriewerk mit einem trockenen Graben – die (Advanced Redoubt). Die Gesamtanlage erhielt bereits bei Baubeginn den endgültigen Namen Fort Barrancas.
Architekt der Bauarbeiten war Joseph Gilbert Totten, die Bauaufsicht hatte Major William Henry Chase. Nahezu die gesamten Arbeiten wurden von Sklaven ausgeführt.

### Bürgerkrieg

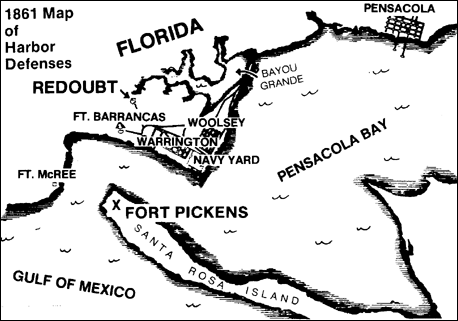
Plan der Pensacola Bay 1861 mit den Verteidigungswerken. Die Gemeinde Warrington (östlich von Fort Barrancas) wurde in den 1930er Jahren nach nördlich des Grand Bayou umgesiedelt.

Zu Beginn des Amerikanischen Bürgerkrieges 1860/1861 befand sich eine Infanteriekompanie des US-Heeres unter dem Kommando von Hauptmann John H. Winder als Besatzung in Fort Barrancas. Am 8. Januar 1861 forderte der konföderierte Oberst William Henry Chase, unterstützt von einer Abordnung der Nationalgarde Floridas, das Fort zur Übergabe auf. Hauptmann Winder hatte sich als Sympathisant des Südens (bei Kriegsende war er General im konföderierten Heer) bereits von der Truppe abgesetzt, sodass das Kommando nunmehr bei seinem Stellvertreter, Leutnant Adam J. Slemmer, lag. Dieser wies die Aufforderung zurück, wobei es bereits zu einer der ersten Schießereien (womöglich der erste Schusswechsel überhaupt) des Krieges kam. Slemmer entschloss sich auf das gegenüberliegende, leerstehende Fort Pickens auszuweichen, da dieses leichter zu verteidigen war. Nachdem sie alles, was sie nicht mitnehmen konnten, unbrauchbar gemacht hatten (etwa 10 Tonnen Schießpulver und alle Kanonen), setzten die Kompanie gegen Mitternacht mit Booten nach Santa Rosa Island über.
Konföderierte Infanterie und Artillerie aus Alabama, Louisiana und Mississippi besetzten das Fort. In Anbetracht der Tatsache, dass die damalige Besatzung überdimensioniert war, zog man einen Großteil ab und ließ sie am Strand entlang sogenannte sand batteries errichten und auch bemannen.

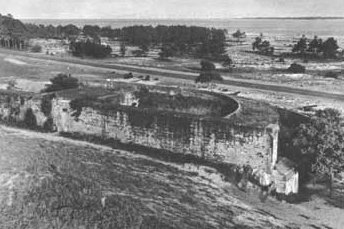
Batterie San Antonio vom Kasemattblock aus (etwa 1890)

Am 11. März 1861 übernahm General Braxton Bragg das Kommando über die Konföderierten Truppen in der Pensacola Bay und ließ die Sandbatterien weiter verstärken.
Am 22. und 23. November 1861, sowie 1. und 7. Januar 1862 lieferten sich die beiden konföderierten Forts (Barrancas und McRee) heftige Artilleriekämpfe mit Fort Pickens.
Nach dem Fall von New Orleans an die Unionstruppen im Mai 1862 war die Situation für die Konföderierten in der Pensacola Bay unhaltbar geworden und sie zogen sich aus diesem Teil von Florida zurück. Damit waren die Kriegshandlungen für Fort Barrancas beendet.

### 20. Jahrhundert
Nach dem Ende des Bürgerkrieges konnte diese Bauweise als Festung keine Verwendung mehr finden, da die Ziegelwände der Wallmauern der modernen Artillerie nichts mehr entgegenzusetzen hatten. Bis zum Jahre 1941 fand man für die Anlage, die sich nunmehr innerhalb des Militärischen Sperrgebiets des Pensacola Naval Air Station befand keine Verwendung. Danach benutzte man es als Signalstation und Schießstand, bis es am 15. April 1947 offiziell deaktiviert wurde.
Seit dem 9. Oktober 1960 hat es den Status eines National Historic Landmarks. 1966 wurde es zum Fort Barrancas Historical District (Größe 640 acres) vergrößert und als Historic District unter der Nummer 55000263 in das National Register of Historic Places aufgenommen. 1971 wurde das Fort Teil der Gulf Islands National Seashore und steht seither unter Verwaltung des National Park Service.
Bereits 1971 begannen die ersten Restaurierungsarbeiten, die von 1978 bis 1980 noch intensiviert wurden. Nachdem man 1,2 Millionen Dollar in den Wiederaufbau gesteckt hatte, konnte das Fort 1980 für den Besucherverkehr freigegeben werden.
Da sich das Fort und die Advanced Redoubt auf militärischem Gelände befindet, kann der Zugang für Besucher aus Sicherheitsgründen von Fall zu Fall verwehrt werden.